# Richard Hindls

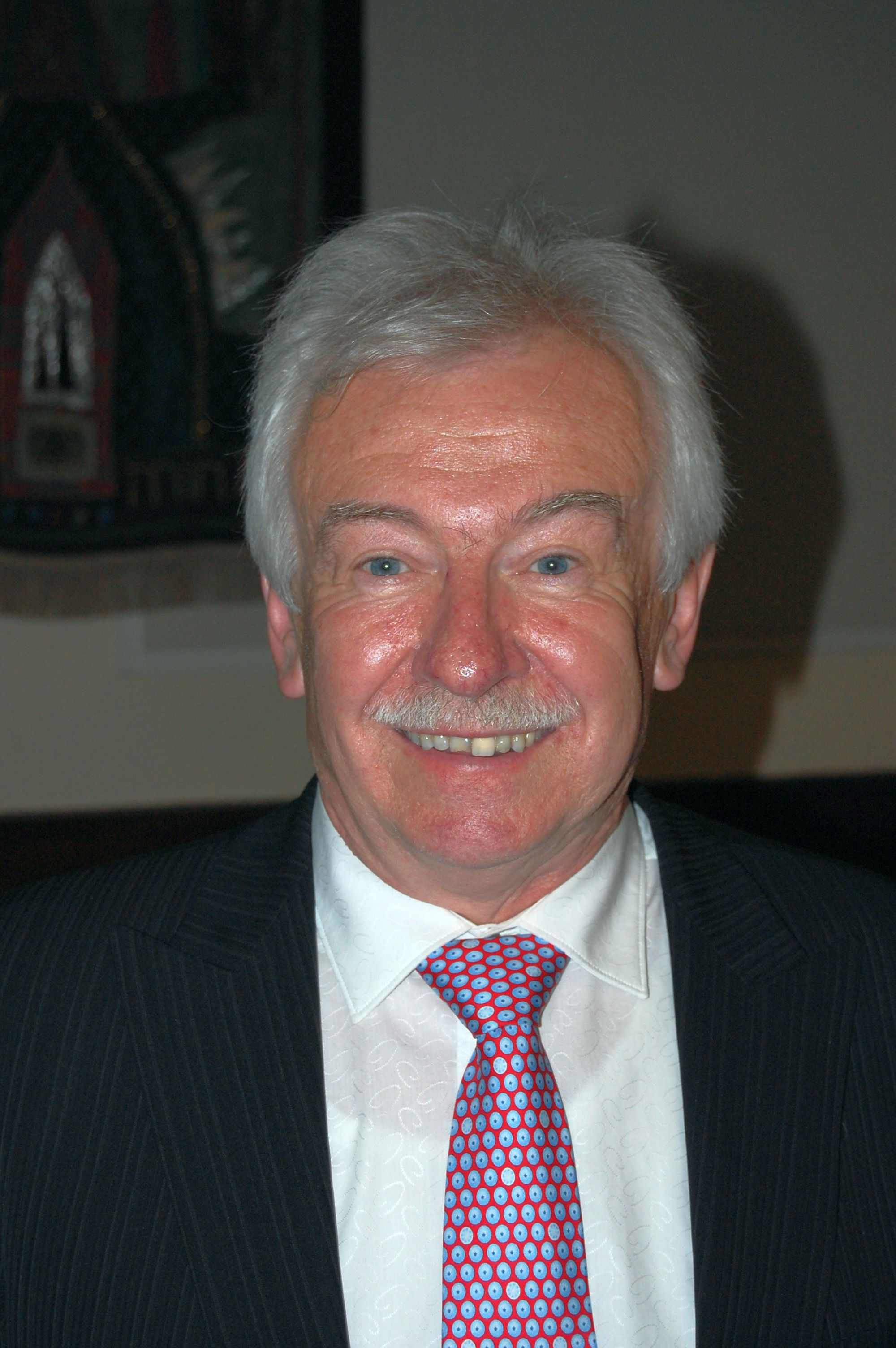
Richard Hindls

Richard Hindls (* 1. April 1950) ist ein tschechischer Statistiker und war von 2006 bis 2014 Rektor  der Wirtschaftsuniversität Prag.

## Leben
Hindls schloss 1975 ein Ingenieurstudium ab. Er arbeitete dann am Lehrstuhl für Statistik, von 1976 bis 1987 für die tschechische Plankommission in der Abteilung für langfristige Planung. 1987 kam er wieder an die Wirtschaftsuniversität Prag. Seit 1992 ist er Leiter der Abteilung für Statistik und Wahrscheinlichkeitsrechnung. Er wurde 1992 Dozent und 1998 Professor für Statistik. Zwischen 2000 und 2006 war er Dekan der Fakultät für Informatik und Statistik, von 2006 bis 2014 war er Rektor der Wirtschaftsuniversität Prag. Er schrieb  33 Bücher.